# Asger Sørensen
Asger Strømgaard Sørensen (* 5. Juni 1996 in Silkeborg; im deutschen Sprachraum auch Asger Sörensen) ist ein dänischer Fußballspieler auf der Position eines Verteidigers. Er steht seit 2022 beim tschechischen Verein Sparta Prag unter Vertrag und war dänischer Nachwuchsnationalspieler.

## Karriere

### Verein
Sørensen kam über Virklund BK und Silkeborg IF zum dänischen Klub FC Midtjylland, bei dem er seine fußballerische Ausbildung erhielt. Am 25. September 2013 kam er im Pokalspiel gegen den FC Djurs erstmals in der ersten Mannschaft des FC Midtjylland zum Einsatz. Es blieb sein einziger Einsatz für die erste Mannschaft, da er in der Superliga nicht eingesetzt wurde. Im Januar 2014 wechselte er nach Österreich zu FC Red Bull Salzburg, für dessen Farmteam FC Liefering er einsatzberichtigt ist. Sein Debüt für den FC Liefering gab er am 7. März 2014 im Heimspiel gegen den SC Austria Lustenau. In seinem ersten halben Jahr kam Sørensen zu zehn Einsätzen.
Nach einer Sprunggelenksverletzung und einer nachfolgenden Operation verpasste er den Großteil der Saison 2014/15, erst in der 30. Runde konnte er wieder beim FC Liefering auflaufen. Nach einem Mittelhandbruch, der ihn in der Vorbereitung fehlen ließ, spielte er 2016/17 erstmals wieder für den FC Liefering. Für die Lieferinger kam Sørensen insgesamt zu 41 Einsätzen und einem Tor, während er für den FC Red Bull Salzburg zu drei Einsätzen kam.
Im Juli 2017 wurde der Verteidiger für zwei Jahre nach Deutschland an den Zweitligisten SSV Jahn Regensburg verliehen, für den er 52 Ligaspiele absolvierte.
Zur Saison 2019/20 kehrte er nicht mehr nach Salzburg zurück und wechselte innerhalb der 2. Bundesliga zum Absteiger 1. FC Nürnberg, bei dem er einen bis Juni 2022 gültigen Vertrag erhielt. Anschließend hieran wechselte er für eine Ablöse von 1 Million Euro nach Tschechien zu Sparta Prag.

### Nationalmannschaft
Sørensen kam zu fünf Einsätzen für die dänische U16-Nationalmannschaft und zu zehn Einsätzen für die U17. Später absolvierte er drei Partien für die U18 und eine für die U20.
Am 31. August 2017 beim 3:0-Sieg im EM-Qualifikationsspiel in Tórshavn gegen die Färöer-Inseln gab er sein Debüt für die dänische U21-Nationalmannschaft.

## Erfolge
- Österreichischer Meister: 2015, 2016, 2017
- Österreichischer Cupsieger: 2015, 2016, 2017